# Saint-Désirat

Saint-Désirat este o comună în departamentul Ardèche din sud-estul Franței. În 1 ianuarie 2022 avea o populație de 876 de locuitori.